# Anna Maria Żukowska

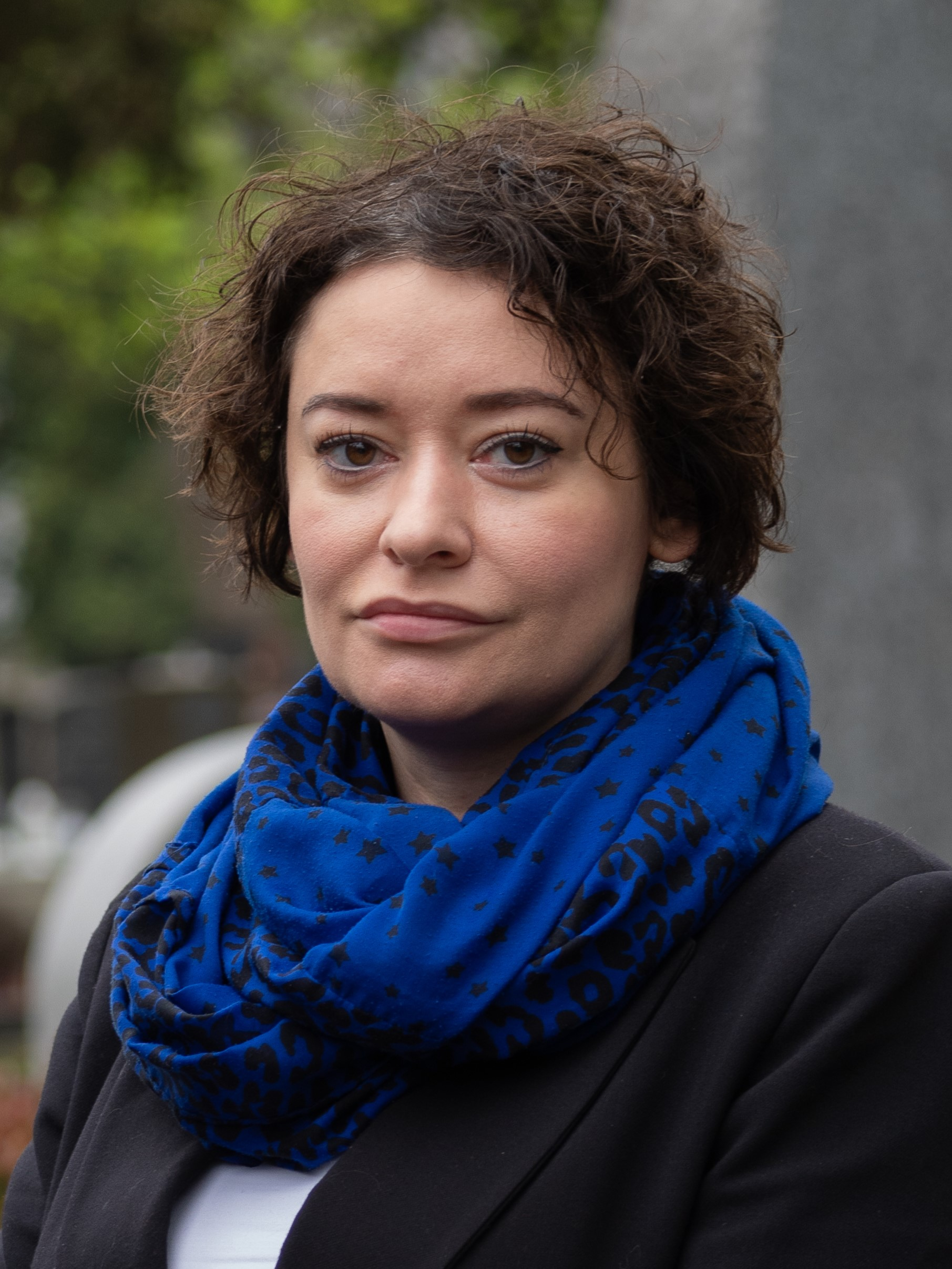
Anna Maria Żukowska (2024)

Anna Maria Żukowska (ur. 11 czerwca 1983 w Warszawie) – polska polityczka i prawniczka, posłanka na Sejm IX i X kadencji (od 2019), przewodnicząca KKP Lewicy (od 2023).

## Życiorys
Córka Bogdana i Krystyny. W 2002 została absolwentką Autorskiego Liceum Ogólnokształcącego nr 42 w Warszawie. Ukończyła filologię angielską (licencjat w 2013) i prawo (magisterium w 2015) na Uniwersytecie Warszawskim. Współprowadziła rodzinną firmę, pracowała również jako tłumaczka. Była działaczką Żydowskiej Ogólnopolskiej Organizacji Młodzieżowej, zasiadła też w komitecie organizacyjnym Parady Równości w Warszawie.
Wstąpiła do Sojuszu Lewicy Demokratycznej, została wiceprzewodniczącą regionu mazowieckiego partii. W 2010 kandydowała do rady dzielnicy Mokotów, nie uzyskując mandatu. W 2016 objęła funkcję rzeczniczki prasowej SLD. W wyborach samorządowych w 2018 bezskutecznie kandydowała do Rady m.st. Warszawy.
W wyborach parlamentarnych w 2019 uzyskała mandat posłanki na Sejm IX kadencji z listy SLD w okręgu warszawskim, zdobywając 18 864 głosy. W parlamencie została wiceprzewodniczącą Komisji Sprawiedliwości i Praw Człowieka, członkinią Komisji Odpowiedzialności Konstytucyjnej oraz rzeczniczką prasową Koalicyjnego Klubu Parlamentarnego Lewicy. W styczniu 2021 złożyła rezygnację ze stanowiska rzeczniczki prasowej SLD, co było następstwem przyjęcia przez zarząd tej partii uchwały zakazującej łączenia tej funkcji z wykonywaniem mandatu poselskiego.
W wyborach w 2023 z powodzeniem ubiegała się o poselską reelekcję z ramienia Nowej Lewicy (z wynikiem 38 426 głosów). 14 listopada 2023 została wybrana w skład Krajowej Rady Sądownictwa. 12 grudnia 2023 została wybrana na przewodniczącą Koalicyjnego Klubu Parlamentarnego Lewicy, zastępując Krzysztofa Gawkowskiego. W 2024 bezskutecznie kandydowała w wyborach do Parlamentu Europejskiego w 2024 z pierwszego miejsca na liście Lewicy w okręgu nr 5.

## Życie prywatne
Jest z pochodzenia Żydówką. Ma córkę Amelię. Deklaruje się jako osoba biseksualna i ateistka.

## Wypowiedzi i krytyka
Za wypowiedź w TVP Info, w której stwierdziła, że są sytuacje, gdy „biologiczny mężczyzna rodzi dziecko”, otrzymała antynagrodę „Biologiczna Bzdura Roku 2021”.
Wpisy i komentarze zamieszczane przez posłankę w serwisie X wielokrotnie wzbudzały kontrowersje. Dotyczyło to m.in. wulgarnego wpisu z marca 2024, który skierowała do marszałka Sejmu Szymona Hołowni.
W lutym 2025 w programie telewizyjnym w TVN24 określiła ofiary rzezi wołyńskiej „starymi trupami”.
Podczas posiedzenia Krajowej Rady Sądownictwa z 13 maja 2025 połączyła się zdalnie z wanny, co wywołało liczne kontrowersje wśród internautów. Fragment nagrania, na którym widać ją podczas kąpieli, został następnie usunięty z serwisu internetowego KRS.

## Wyniki wyborcze
| Wybory | Komitet wyborczy | Komitet wyborczy             | Organ                           | Okręg | Wynik          |
| ------ | ---------------- | ---------------------------- | ------------------------------- | ----- | -------------- |
| 2010   |                  | Sojusz Lewicy Demokratycznej | Rada Dzielnicy Mokotów          | nr 1  | 760 (4,6%)     |
| 2018   |                  | SLD Lewica Razem             | Rada m.st. Warszawy             | nr 7  | 1882 (1,7%)    |
| 2019   |                  | Sojusz Lewicy Demokratycznej | Sejm IX kadencji                | nr 19 | 18 864 (1,37%) |
| 2023   |                  | Nowa Lewica                  | Sejm X kadencji                 | nr 19 | 38 426 (2,24%) |
| 2024   |                  | Lewica                       | Parlament Europejski X kadencji | nr 5  | 13 712 (1,91%) |